# Jan Roos

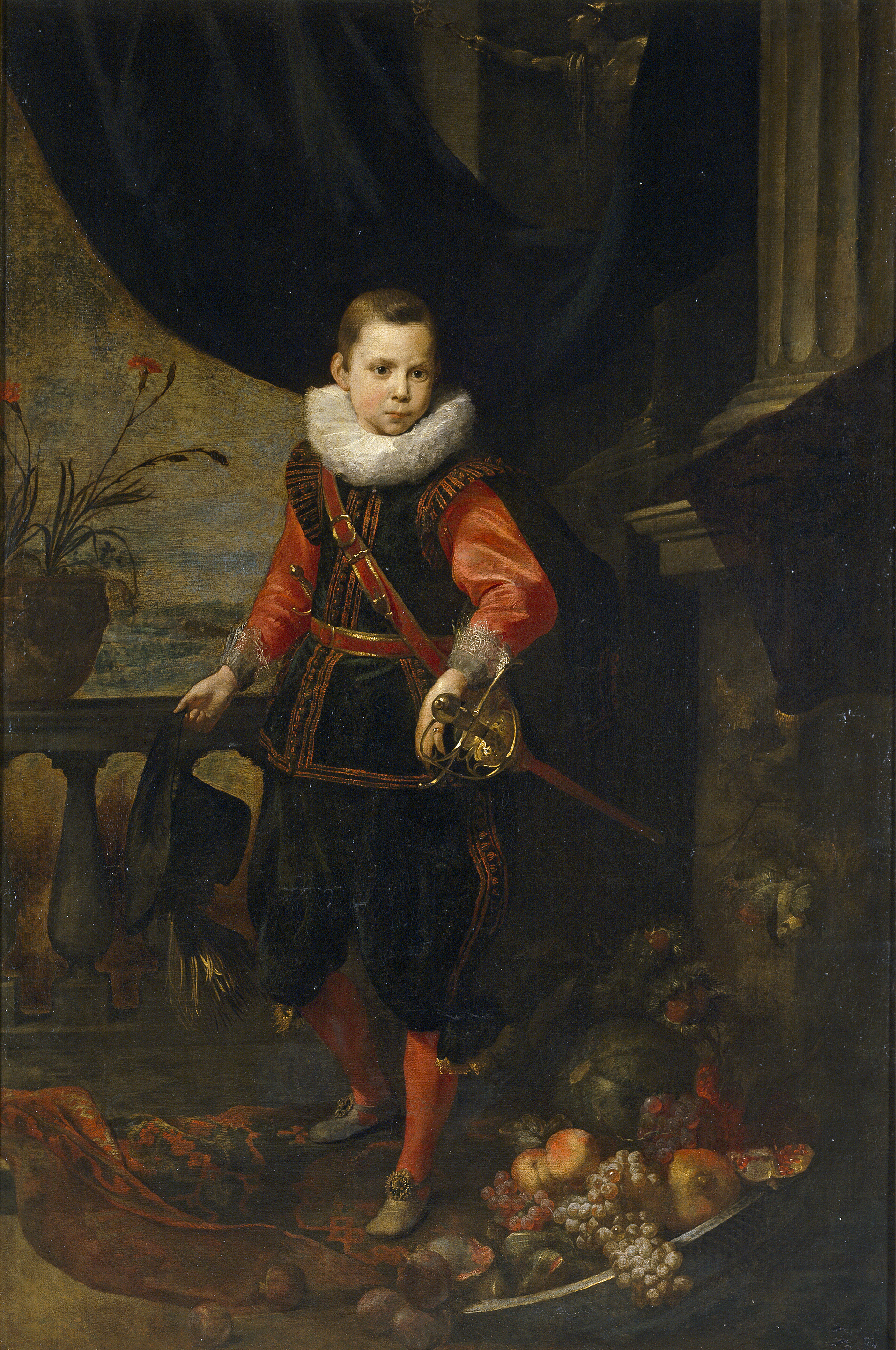
Retrato de un joven, óleo sobre lienzo, 172 x 111 cm, Madrid, Museo del Prado.

Jan Roos (Amberes, ca. 1591-Génova, 1638), fue un pintor barroco flamenco, establecido en Italia donde fue también conocido como Giovanni Rosa.
Alumno en Amberes de Jan de Wael, en cuyo taller permaneció aproximadamente entre 1605 y 1610, pasó luego a completar su formación con Frans Snyders, de quien tomó el gusto por la pintura de animales y las naturalezas muertas que está presente en buena parte de su producción posterior. En 1614 marchó a Italia, acogiéndose en Génova a la hospitalidad de los hijos de su primer maestro,  Lucas de Wael y Cornelis de Wael, también pintores, quienes habían llegado a la ciudad solo un año antes. Viajó a Roma, donde pasó algunos meses y se perfeccionó en el retrato, antes de establecerse definitivamente en Génova hacia 1616. En 1622 contrajo matrimonio con Benedetta Castagneto y tuvo como discípulo en su taller a su cuñado, Giacomo Legi, originario de Lieja. 
Conoció a Anton van Dyck a su paso por la ciudad ligur entre 1622 y 1625 y tuvo ocasión de colaborar con él y asimilar su estilo, como se manifiesta en la Sagrada Familia con santa Ana de la iglesia parroquial de Moltedo en Imperia, o en el Retrato de un joven del Museo del Prado, en el que conjuga el gusto por el bodegón flamenco con el retrato elegante de Van Dyck. La comunicación entre los dos pintores habría alcanzado a la colaboración de Roos en algún lienzo de Van Dyck, como se ha señalado, entre otros, en el Vertumno y Pomona del Palazzo Bianco, o en la Diana y una ninfa sorprendidas por un sátiro de la Kunsthaus de Zúrich y el Museo del Prado, en los que los motivos de naturaleza muerta corresponderían en opinión de una parte de la crítica al pincel de Roos. 

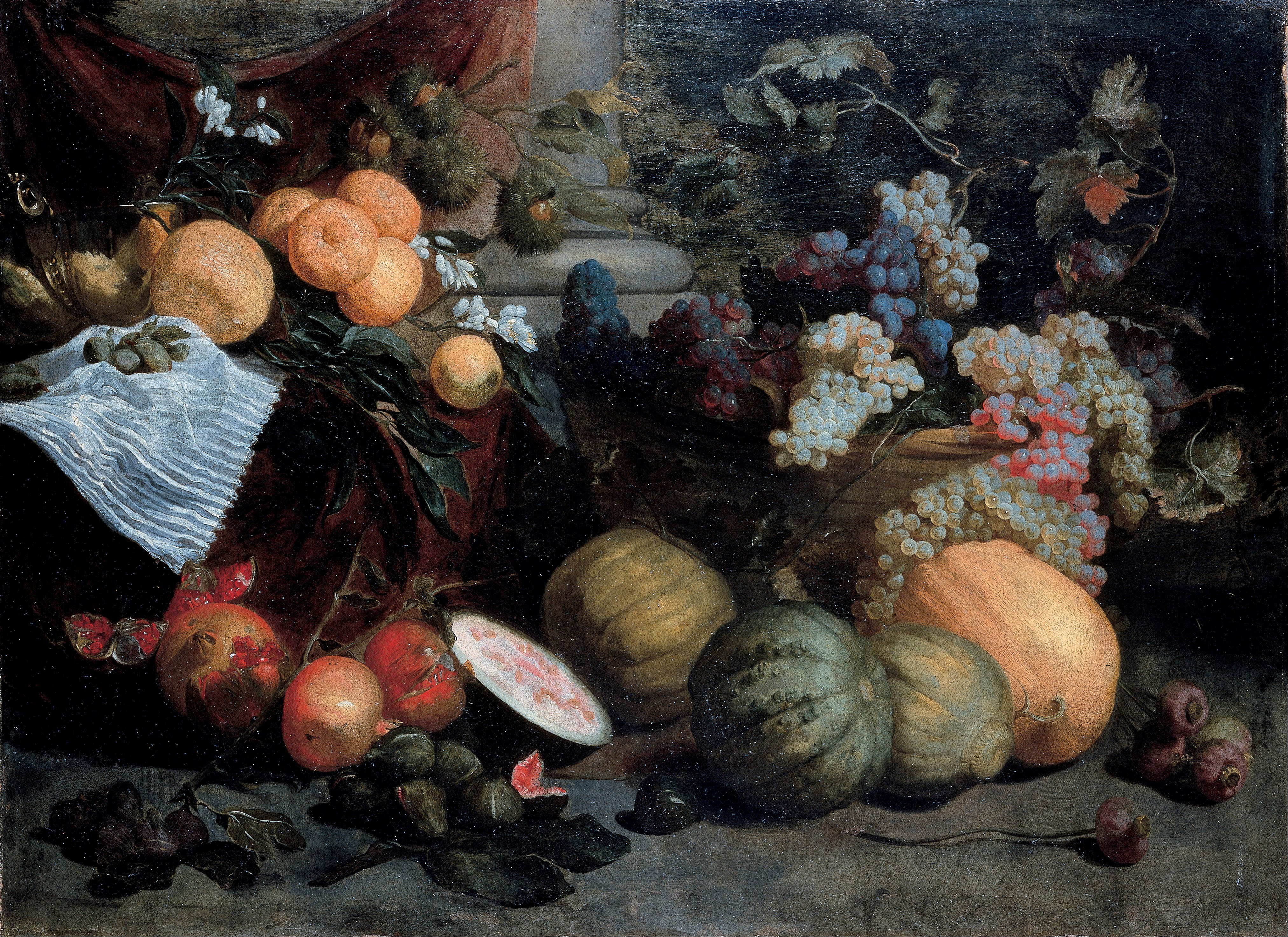
Bodegón de frutas y vegetales, óleo sobre lienzo, 24 x 17,8 cm, Génova, Palazzo Bianco.